# Erebia blandina
Erebia blandina är en fjärilsart som beskrevs av Fabricius 1787. Erebia blandina ingår i släktet Erebia och familjen praktfjärilar. Inga underarter finns listade i Catalogue of Life.